# Оцеляване на предела
„Оцеляване на предела“ е заглавието, под което е известна на български телевизионната поредица на Discovery Channel, оригинално озаглавена в различни периоди „Ultimate Survival“, „Man vs. Wild“ и „Born Survivor: Bear Grylls“. Водещ на поредицата е британецът Беър Грилс, бивш служител в английските спецчасти, който е изкачвал връх Еверест и притежава авантюристичен характер.

## Тематика
В „Оцеляване на предела“ водещият Беър разкрива своите методи за оцеляване насред дивата природа, само с помощта на манерка вода, ножче, понякога кремък и дрехите на гърба си, като основната му грижа е намирането на храна и вода.
По време на снимките за предаването Беър Грилс посещава:
- Еквадорската част от Амазонската Селвас
- Кимбърли, Австралия
- Алпите
- Суматренската джунгла в Индонезия
- Кения, Африка
- Шотландските острови
- Мексико
- Тихоокеанските острови
- Американската пустиня
- Замбия
- Сахара
- Сибир
- Исландия, Европа
- Патагония
- Намибия

## Съвети от предаването
- За изгубилите се, реката е една от надеждите за среща с цивилизацията.
- Ако не е сигурно, че намерената вода е чиста, препоръчително е тя да бъде преварена и филтрирана.
- Насекомите и червеите стават за храна, която удължава времето на живот пред изгубилите се сред природата.
- Много важно е намирането на подслон преди да се стъмни.
- Хранителните отпадъци трябва да се изхвърлят на определени места, за да не привличат с миризмата си огладнели вълци, мечки и др.
- При осъзнаването, че се е изгубил насред пустошта и е сам, човек трябва на първо място да свърши най-тежката работа, поддържаща живота, докато енергията му още не се е изчерпила.
- Намазването на зоната под очите с въглен от лагерния огън осигурява добра защита за от жаркото пустинно слънце.
- Високите хълмове са добро средство за ориентиране на непознато място.
- На места с полярен климат усилията трябва да се пестят, поради възможно изпотяване, което повишава риска от хипотермия.
- Дори под натиска на мъчителна жажда, трябва да се преодолее изкушението да се смуче неразтопен сняг, което повишава риска от хипотермия.
- Не трябва да се ядат растения или животни от непознати биологични видове, това може да бъде много опасно.
- Пътуващите трябва да са добре информирани за посещаваното от тях място.
- Пътуващите трябва да мислят позитивно, защото състоянието на духа е също толкова важно при оцеляването, колкото и физическото.
- Препятствията трябва да се заобикалят.
- Телесната температура трябва да се поддържа според условията.
- Трябва да се предприемат нужните предпазни мерки във връзка с възможни произшествия.

## Критики към предаването
След поредица от критични разобличителни статии в Daily Mail, шоуто е спряно, докато Discovery Channel разглежда жалбите, че въвежда зрителите в заблуждение. Предаването е възобновено на 24 септември 2007, с предупреждение за отхвърляне на правната отговорност в началото на всеки епизод, изрязани сцени и дублаж, указващ кои ситуации са режисирани.
Според последни проучвания направени в интернет, предаването има добър рейтинг на излъчване по Discovery Channel и е любимо на зрителите.

## 5 и 6 сезон
Новите епизоди на поредицата започнаха от 5 май тази година-часа на излъчване е 23:00 часа. Паралелно с новите епизоди по Discovery бяха повторени старите епизоди. Тяхното излъчване се състоеше всеки делник от 24:00 часа.
В новите епизоди Беър Грилс се завръща „луд“ както винаги.
Нов сезон със спиращо дъха катерене, скачане, плуване и демонстрации на завидни умения и качества за оцеляване в дивата природа ще предложи на своите зрители Discovery Channel през 2009 г. Новите епизоди са един от хитовете за сезона.
При заснемане на новия сезон Беър Грилс ще се бори срещу дивата природа в:
- Пустинията Баха, Мексико
- Ирландски фиорди
- Румъния
- Турция
- Доминиканска република

Последният епизод от този 5 сезон ще бъде излъчен на 13 юли /понеделник/. Следващият 6 сезон който все още е в процес на заснемане предстои да бъде излъчен през 2010. Междувременно по време на паузата discovery channel europe ще излъчи наново всички епизоди от 5 сезон. Излъчването започна на 11 юли /събота/ от 23:50 часа.